# قره‌چی علیا
قره‌چی علیا روستایی است که در استان اردبیل، شهرستان مشگین شهر، بخش ارشق، دهستان ارشق شمالی قرار دارد.

## جمعیت
بر اساس سرشماری سال ۱۳۸۵ جمعیت این روستا ۳۰۶ نفر با ۷۰ خانوار بوده‌است.